# Stanislava Nikolić Aras
Stanislava Nikolić Aras (Trogir, 1972.), hrvatska književnica. Piše kratke priče i pjesme. Živi u Zadru i Dubrovniku.

## Životopis
Rođena je u Trogiru 1972. Diplomirala je hrvatski jezik i književnost. Živi i radi na relaciji Zadar-Dubrovnik. Djela je objavljivala u časopisima: Dubrovniku, Fantomu slobode, Forumu, Poeziji, Temi, Quorumu i Zadarskoj smotri. Pjesme su joj jako zasnovane na pejzažu, na čulnosti, metafori, definira ih jaka slikovitost, bujnost motiva, ritmičnost, a tematski se najlakše definira kroz pjesme o ljubavi, ratu i prirodi. Pjesme su joj pejzažne, ljubavne i domoljubne. Nedolično i vrijedno spomena koncipirano je kroz cikluse o gradovima. Potpisnca je Deklaracije o zajedničkom jeziku, u kojoj se tvrdi da se u Hrvatskoj, Bosni i Hercegovini, Srbiji i Crnoj Gori govore nacionalne standardne varijante zajedničkog policentričnog standardnog jezika.
Objavila je zbirke pjesama Takve se stvari događaju ljudima (2014.) i Nedolično i vrijedno spomena (2016.) i zbirku kratkih priča Meke granice (2016.).

## Nagrade
Nagrada Vranac za kratke priče 2013. i 2014. godine.